# شالوم سمحون
سيمون سمحون (بالعبرية: שלום שמחון، و.7 ديسمبر 1956 ب كفر صفا، إسرائيل - ولد في إسرائيل لأبوين احدهما مغربي )، هو سياسي إسرائيلي وعضو كنيست عن حزب العمال. يشغل حاليا منصب وزير الزراعية في مجلس الوزراء الإسرائيلي.

## الحياة العملية
سمحون خدم في سلاح المدرعات الإسرائيلي كقائد دبابة وتخرج برتبة رائد وبعد خروجه من الجيش عمل مرشداً للشباب في المجلس المحلي «البلدية» لمدينة نهاريا الإسرائيلية حتي عام 1982 ، ثم قام بعد ذلك بالعمل معلما علي مدي ثلاث سنوات من قبل وزارة التعليم في منطقة جلبوع والبقاع الإسرائيلية، وفي عام 1996 كان له دور في عملية «عناقيد الغضب» هو الاسم الرمزي الذي أطلقه الجيش الإسرائيلي علي الهجوم العسكري الخاطف ضد لبنان في عام 1996 واستمر لمدة ستة عشر يوماً في محاولة لإنهاء قصف حزب الله لشمال إسرائيل مما أدي إلي مقتل 118 مدنياً لبنانياً.
كان دور شالوم وبقرار من شيمون بيريز ـ ورئيس الحكومة وقتها ـ منح الدعم الغذائي والمادي للمستوطنات الإسرائيلية الواقعة التي علي خط المواجهة مع لبنان وهو الأمر الذي كوفئ عليه بعد ذلك باختياره للبرلمان الإسرائيلي نائبا عن حزب العمل.
وهو المنصب الذي تدرج بعده سمحون في عدة مناصب برلمانية وسياسية ففي عام 1999 تم اختياره نائبا للمرة الثانية في البرلمان الإسرائيلي عن نفس الحزب، وفي يناير 2005 ومع انضمام حزبه للحكومة تم اختياره وزيراً لشؤون البيئة ثم استقال من منصبه مع انفصال كتلته البرلمانية من الائتلاف في 23 نوفمبر 2005، وفي مايو 2006 دخل حكومة أولمرت كوزير زراعة ثم حكومة نتنياهو الحالية في ائتلافه مع حزب العمل.

## السياسة
يعد شالوم سمحون -وزير الزراعة الإسرائيلي- أحد المسئولين الإسرائيليين الذين تستعين بهم حكومة تل أبيب لتمثيل دور الحكومة المسالمة التي لا تقصد إيذاء الفلسطينيين أو تجويعهم، وهو ما يظهر جليا خلال تصريحاته المستمرة سائل الإعلام بعدم وجود نقص في الغذاء يكاد يصل إلي مجاعة بقطاع غزة ويعاني منه مواطنوه، وهي التصريحات التي تري فيها أوساط إعلامية إسرائيلية نوعا من الرد الإسرائيلي علي اتهامات الدول العربية وعلي رأسها مصر وسوريا بتجويع تل أبيب لفلسطينيي القطاع عبر الحصار الاقتصادي.
ما يردده سمحون من مزاعم علاوة علي أنه يناقض الواقع المرير في القطاع فإنه يمثل اتجاها يتبعه قادة تل أبيب دائما فمن ينسي قيام تسيبي ليفني -وزيرة خارجية إسرائيل السابقة- بالتأكيد أن جيش بلادها لا يستهدف الأطفال والشيوخ والنساء بالقطاع وأن جنود المؤسسة العسكرية يقومون بإبلاغ العائلات المقيمة في أي منزل سيتعرض للقصف خلال الحرب الأخيرة هناك، فهي سياسة متبعة تعتمد علي الإدلاء بتصريحات كاذبة.
الغريب أن «شالوم »والتي تأتي تصريحاته كما تري الأوساط الإسرائيلية ردا حكوميا غير مباشرا علي مصر وغيرها من الدول العربية هو نفسه الوزير الذي كشفت وسائل الإعلام العبرية قيامه العام الماضي برئاسة لجان زراعية تطبيعية مع مسؤولين مصريين علي رأسهم ياسر رضا -السفير المصري بتل أبيب- في إطار التعاون الاقتصادي والزراعي بين الجانبين، ما يدفع للتساؤل لماذا انقلب سمحون مرة واحدة ضد القاهرة.

## وصلات خارجية
- شالوم سمحون Knesset website
- الحكومة الإسرائيلية تضم 12 وزيرا من أصول عربية